# ویو هلت‌کر
ویو هلت‌کر (انگلیسی: ViiV Healthcare) شرکت مراقبت سلامت بریتانیایی است، که در سال ۲۰۰۹ تأسیس شد.